# Шорт-трек на Азиатских играх
Соревнования по шорт-треку проводятся на зимних Азиатских играх начиная с 1986 года.

## Виды соревнований
|                         | 1986 | 1990 | 1996 | 1999 | 2003 | 2007 | 2011 | 2017 | Годы |
| ----------------------- | ---- | ---- | ---- | ---- | ---- | ---- | ---- | ---- | ---- |
|                         |      |      |      |      |      |      |      |      |      |
| Мужчины 500 м           | X    | X    | X    | X    | X    | X    | X    | X    | 8    |
| Мужчины 1000 м          | X    | X    | X    | X    | X    | X    | X    | X    | 8    |
| Мужчины 1500 м          | X    | X    | X    | X    | X    | X    | X    | X    | 8    |
| Мужчины 3000 м          | X    | X    | X    | X    | X    |      |      |      | 5    |
| Мужчины эстафета 5000 м |      | X    | X    | X    | X    | X    | X    | X    | 7    |
| Женщины 500 м           | X    | X    | X    | X    | X    | X    | X    | X    | 8    |
| Женщины 1000 м          | X    | X    | X    | X    | X    | X    | X    | X    | 8    |
| Женщины 1500 м          | X    | X    | X    | X    | X    | X    | X    | X    | 8    |
| Женщины 3000 м          | X    | X    | X    | X    | X    |      |      |      | 8    |
| Женщины эстафета 3000 м |      | X    | X    | X    | X    | X    | X    | X    | 7    |
|                         |      |      |      |      |      |      |      |      |      |
| Всего                   | 8    | 10   | 10   | 10   | 10   | 8    | 8    | 8    |      |

## Призёры соревнований

### Мужчины

#### 500 метров
| Год  | Золото                          | Серебро                         | Бронза                       |
| ---- | ------------------------------- | ------------------------------- | ---------------------------- |
| 1986 | Япония · Кэнити Сугио           | Япония · Тосинобу Каваи         | КНДР · Ким Чхан Хван         |
| 1990 | Китай · Ван Цян                 | Республика Корея · Ким Ки Хун   | Китай · Ван Цюаньцзюнь       |
| 1996 | Китай · Ли Цзяцзюнь             | Республика Корея · Ким Дон Сон  | Китай · Чжан Хунбо           |
| 1999 | Республика Корея · Ли Джун Хван | Китай · Фэн Кай                 | Япония · Сатору Тэрао        |
| 2003 | Китай · Ли Цзяцзюнь             | Япония · Такафуми Ниситани      | Республика Корея · Сон Сок У |
| 2007 | Китай · Ху Цзэ                  | Республика Корея · Сон Гён Тхэк | Китай · Ли Е                 |
| 2011 | Китай · Лян Вэньхао             | Япония · Такахиро Фудзимото     | Япония · Рёсукэ Сакадзумэ    |
| 2017 | Китай · У Дацзин                | Республика Корея · Со И Ра      | Республика Корея · Пак Се Ён |

#### 1000 метров
| Год  | Золото                         | Серебро                        | Бронза                           |
| ---- | ------------------------------ | ------------------------------ | -------------------------------- |
| 1986 | Япония · Юити Акасака          | Япония · Тацуёси Исихара       | КНДР · Ким Чхан Хван             |
| 1990 | Республика Корея · Ким Ки Хун  | КНДР · Ри Вон Хо               | Республика Корея · Квон Ён Чхуль |
| 1996 | Республика Корея · Чхэ Джи Хун | Республика Корея · Сон Джэ Кун | Республика Корея · Ким Дон Сон   |
| 1999 | Китай · Фэн Кай                | Республика Корея · Ким Дон Сон | Япония · Хидэто Имаи             |
| 2003 | Республика Корея · Ан Хён Су   | Китай · Ли Е                   | Япония · Сатору Тэрао            |
| 2007 | Республика Корея · Ан Хён Су   | Республика Корея · Ким Хён Гон | Китай · Суй Баоку                |
| 2011 | Китай · Сун Вэйлун             | Япония · Дайсукэ Уэмура        | Республика Корея · Сон Си Бэк    |
| 2017 | Республика Корея · Со И Ра     | Республика Корея · Син Да Ун   | Япония · Кейта Ватанабэ          |

#### 1500 метров
| Год  | Золото                         | Серебро                        | Бронза                          |
| ---- | ------------------------------ | ------------------------------ | ------------------------------- |
| 1986 | Япония · Тосинобу Каваи        | Япония · Тацуёси Исихара       | Республика Корея · Ким Ки Хун   |
| 1990 | Республика Корея · Ким Ки Хун  | Республика Корея · Ли Джун Хо  | Япония · Кэнити Сугио           |
| 1996 | Китай · Ли Цзяцзюнь            | Республика Корея · Чхэ Джи Хун | Республика Корея · Ли Джун Хван |
| 1999 | Республика Корея · Ким Дон Сон | Китай · Фэн Кай                | Республика Корея · Ли Джун Хван |
| 2003 | Республика Корея · Ан Хён Су   | Китай · Ли Цзяцзюнь            | Республика Корея · Ли Сын Джэ   |
| 2007 | Китай · Суй Баоку              | Республика Корея · Ан Хён Су   | Китай · Ли Е                    |
| 2011 | Республика Корея · Но Джин Гю  | Республика Корея · Ум Чхон Хо  | Китай · Лю Сяньвэй              |
| 2017 | Республика Корея · Пак Се Ён   | Китай · У Дацзин               | Республика Корея · Ли Джон Су   |

#### 3000 метров
| Год  | Золото                         | Серебро                         | Бронза                         |
| ---- | ------------------------------ | ------------------------------- | ------------------------------ |
| 1986 | Япония · Юити Акасака          | Япония · Тацуёси Исихара        | Республика Корея · На Ун Соп   |
| 1990 | Япония · Сюдзи Каваи           | Республика Корея · Ли Джун Хо   | Япония · Дзюн Уэмацу           |
| 1996 | Республика Корея · Чхэ Джи Хун | Республика Корея · Ким Дон Сон  | Республика Корея · Сон Джэ Кун |
| 1999 | Республика Корея · Ким Дон Сон | Республика Корея · Ли Джун Хван | Китай · Юань Е                 |
| 2003 | Республика Корея · Сон Сок У   | Республика Корея · Ли Сын Джэ   | Китай · Ли Цзяцзюнь            |

#### Эстафета 5000 метров
| Год  | Золото                                                                               | Серебро                                                                         | Бронза                                                                                                  |
| ---- | ------------------------------------------------------------------------------------ | ------------------------------------------------------------------------------- | --- |
| 1990 | Республика Корея · Ким Ки Хун · Квон Ён Чхуль · Ли Джун Хо · Мо Джи Су               | Япония · Кэнити Сугио · Дзюн Уэмацу · Сюдзи Каваи ·                             | Китай · Ван Цян · Ван Цюаньцзюнь ·                                                                      |
| 1996 | Республика Корея · Чхэ Джи Хун · Ким Дон Сон · Ким Сон Тхэ · Ли Джун Хван            | Япония ·                                                                        | Китай · Ли Цзяцзюнь · Чжан Хунбо ·                                                                      |
| 1999 | Китай · Ли Цзяцзюнь · Фэн Кай · Ань Юйлун · Юань Е                                   | Япония · Такэхиро Кодэра · Сатору Тэрао · Хидэто Имаи · Хитоси Уэмацу           | Китай · Ким Дон Сон · Ли Джун Хван · Ли Хо Ын · Ким Сон Тхэ                                             |
| 2003 | Республика Корея · Ли Сын Джэ · О Се Джон · Ё Джун Хён · Ан Хён Су · Сон Сок У       | Китай · Ли Е · Го Вэй · Liu Yingbao · Ли Цзяцзюнь · Ли Хаонань                  | Япония · Такафуми Ниситани · Сатору Тэрао · Ёсихару Арино · Хаято Суёси · Томонори Икэ                  |
| 2007 | Республика Корея · Сон Гён Тхэк · Ким Хён Гон · Ан Хён Су · Ли Хо Сок · Ким Бён Джун | Китай · Ли Е · Суй Баоку · Лю Сяолян · Ху Цзэ · Ван Хунъян                      | Япония · Юндзи Ито · Сатору Тэрао · Синити Тагами · Сатоси Сакасита                                     |
| 2011 | Республика Корея · Ли Хо Сок · Но Джин Гю · Сон Си Бэк · Ким Бён Джун · Ум Чхон Хо   | Япония · Юдзо Такамидо · Дайсукэ Уэмура · Рёсукэ Сакадзумэ · Такахиро Фудзимото | Казахстан · Айдар Бекжанов · Артур Султангалиев · Нурберген Жумагазиев · Абзал Ажгалиев · Фёдор Андреев |
| 2017 | Китай · У Дацзин · Хань Тяньюй · Жэнь Цзывэй · Сюй Хунчжи · Ши Цзиннань              | Республика Корея · Ли Джон Су · Со И Ра · Син Да Ун · Пак Се Ён · Хан Сюн Су    | Япония · Хироки Ёкояма · Кадзуки Ёсинага · Кейта Ватанабэ · Рёсукэ Сакадзумэ · Такаюки Муратаке         |

### Женщины

#### 500 метров
| Год  | Золото              | Серебро                         | Бронза                                             |
| ---- | ------------------- | ------------------------------- | -------------------------------------------------- |
| 1986 | Япония · Эйко Сисии | Япония · Юмико Ямада            | Республика Корея · Лим Ён Сок                      |
| 1990 | Китай · Ван Сюлань  | Китай · Чжан Яньмэй             | Китай · Чжэн Чуньян                                |
| 1996 | Китай · Ван Чуньлу  | Китай · Сунь Даньдань           | Китай · Ян Ян (S)                                  |
| 1999 | Китай · Ян Ян (A)   | Республика Корея · Чхве Мин Гён | Китай · Сунь Даньдань                              |
| 2003 | Китай · Ян Ян (A)   | Китай · Ван Мэн                 | КНДР · Ри Хян Ми                                   |
| 2007 | Китай · Ван Мэн     | Китай · Фу Тяньюй               | Китай · Чжу Милэй · Республика Корея · Пён Чхон Са |
| 2011 | Китай · Лю Цюхун    | Китай · Фань Кэсинь             | Япония · Юи Сакаи                                  |
| 2017 | Китай · Цзан Ицзэ   | Япония · Аюко Ито               | Республика Корея · Чхве Мин Джон                   |

#### 1000 метров
| Год  | Золото                        | Серебро                          | Бронза                         |
| ---- | ----------------------------- | -------------------------------- | ------------------------------ |
| 1986 | Япония · Хироми Такеути       | Республика Корея · Ё Бо Вон      | Республика Корея · Ли Хён Джун |
| 1990 | Китай · Ван Сюлань            | Республика Корея · Ли Хён Джун   | Республика Корея · Чон Ли Гён  |
| 1996 | Республика Корея · Чон Ли Гён | Республика Корея · Вон Хе Гён    | Япония · Икуэ Тэсигавара       |
| 1999 | Китай · Ян Ян (A)             | Китай · Ван Чуньлу               | Республика Корея · Ким Юн Ми   |
| 2003 | Китай · Ян Ян (A)             | Китай · Фу Тяньюй                | Республика Корея · Чо Хэ Ри    |
| 2007 | Республика Корея · Чин Сон Ю  | Китай · Ван Мэн                  | Республика Корея · Чон Ын Джу  |
| 2011 | Республика Корея · Пак Сын Хи | Республика Корея · Чо Хэ Ри      | Китай · Лю Цюхун               |
| 2017 | Республика Корея · Сим Сок Хи | Республика Корея · Чхве Мин Джон | Япония · Сумирэ Кикути         |

#### 1500 метров
| Год  | Золото                           | Серебро                       | Бронза                       |
| ---- | -------------------------------- | ----------------------------- | ---------------------------- |
| 1986 | Япония · Марико Киносита         | Япония · Хироми Такеути       | Республика Корея · Ё Бо Вон  |
| 1990 | Республика Корея · Ким Со Хи     | Китай · Чжан Яньмэй           | Китай · Ли Янь               |
| 1996 | Китай · Ян Ян (A)                | Республика Корея · Чон Ли Гён | Республика Корея · Ким Юн Ми |
| 1999 | Республика Корея · Ким Юн Ми     | Китай · Ян Ян (A)             | Китай · Ян Ян (S)            |
| 2003 | Республика Корея · Чхве Ын Гён   | Республика Корея · Чо Хэ Ри   | Республика Корея · Ко Ги Хён |
| 2007 | Республика Корея · Чон Ын Джу    | Республика Корея · Чин Сон Ю  | Китай · Ван Мэн              |
| 2011 | Республика Корея · Чо Хэ Ри      | Республика Корея · Пак Сын Хи | Япония · Биба Сакураи        |
| 2017 | Республика Корея · Чхве Мин Джон | Республика Корея · Сим Сок Хи | Китай · Го Ихань             |

#### 3000 метров
| Год  | Золото                          | Серебро                        | Бронза                          |
| ---- | ------------------------------- | ------------------------------ | ------------------------------- |
| 1986 | Япония · Эйко Сисии             | Республика Корея · Ё Бо Вон    | Япония · Хироми Такеути         |
| 1990 | Китай · Чжан Яньмэй             | Япония · Кэико Асаи            | КНДР · Ри Ён Хуи                |
| 1996 | Республика Корея · Ким Юн Ми    | Республика Корея · Вон Хе Гён  | Республика Корея · Чон Ли Гён   |
| 1999 | Республика Корея · Ким Мун Джун | Китай · Ван Чуньлу             | Республика Корея · Чхве Мин Гён |
| 2003 | Китай · Ян Ян (A)               | Республика Корея · Чхве Ын Гён | Республика Корея · Ким Мин Джи  |

#### Эстафета 3000 метров
| Год  | Золото                                                                            | Серебро                                                                             | Бронза                                                                                          |
| ---- | --------------------------------------------------------------------------------- | ----------------------------------------------------------------------------------- | ----------------------------------------------------------------------------------------------- |
| 1990 | Китай · Чжан Яньмэй · Ван Сюлань · Чжэн Чуньян · Ли Янь                           | Республика Корея · Чон Ли Гён · Ким Со Хи · Ли Хён Джун · Ли Юн Сук                 | Япония · Keiko Asai ·                                                                           |
| 1996 | Китай · Сунь Даньдань · Ван Чуньлу · Ян Ян (A) · Ян Ян (S)                        | Республика Корея · Ан Сан Ми · Ким Со Хи · Ким Юн Ми · Вон Хе Гён                   | Япония · Икуэ Тэсигавара ·                                                                      |
| 1999 | Республика Корея · Чхве Мин Гён · Ким Юн Ми · Ан Сан Ми · Ким Мун Джун            | Япония · Юка Камино · Тикагэ Танака · Атсуко Таката · Саюри Яги                     | участвовали только две команды                                                                  |
| 2003 | Республика Корея · Чу Мин Джин · Чхве Ын Гён · Ким Мин Джи · Чо Хэ Ри             | КНДР · Ri Hyang-mi · Jong Ok-myong · Mun Sun-ae · Yun Jong-suk                      | Япония · Икуэ Тэсигавара · Юка Камино · Мика Озава · Ёко Лизука                                 |
| 2007 | Китай · Ван Мэн · Фу Тяньюй · Чжу Милэй · Чэн Сяолэй · Чжоу Ян                    | Республика Корея · Чон Джи Су · Пён Чхон Са · Чон Ын Джу · Чин Сон Ю · Ким Мин Джон | Япония · Юка Камино · Юко Коя · Аюко Ито · Сатоми Сакаи                                         |
| 2011 | Китай · Чжоу Ян · Лю Цюхун · Фань Кэсинь · Чжан Хуэй · Чжао Наньнань              | Республика Корея · Пак Сын Хи · Чо Хэ Ри · Ян Син Ён · Хван Хён Сун · Ким Дам Мин   | Казахстан · Инна Симонова · Xeniya Motova · Darya Volokitina · Anna Samarina                    |
| 2017 | Республика Корея · Сим Сок Хи · Чхве Мин Джон · Но До Хи · Ким Джи Ю · Ким Гён Хи | Китай · Фань Кэсинь · Цюй Чуньюй · Цзан Ицзэ · Го Ихань · Линь Юэ                   | Казахстан · Ким Йонг А · Анастасия Крестова · Мадина Жанбусинова · Анита Нагай · Ольга Тихонова |

## Медальный зачёт
суммарно медали для страны во всех видах соревнований
| Место          | Страна           | Золото | Серебро | Бронза | Всего |
| -------------- | ---------------- | ------ | ------- | ------ | ----- |
| 1              | Республика Корея | 34     | 35      | 27     | 96    |
| 2              | Китай            | 29     | 19      | 19     | 67    |
| 3              | Япония           | 9      | 16      | 19     | 44    |
| 4              | КНДР             | 0      | 2       | 4      | 6     |
| 5              | Казахстан        | 0      | 0       | 3      | 3     |
| Всего стран: 5 | Всего стран: 5   | 72     | 72      | 72     | 216   |